# Međurečje (Rudo, BiH)
Međurečje (Međurječje) je naseljeno mjesto u sastavu općine Rudo, Republika Srpska, BiH.
Međurečje je bosanskohercegovačka eksklava u potpunosti okružena teritorijem Srbije. Za vrijeme SFRJ, SR Srbija je izgradila svu infrastrukturu, policijsku postaju, ambulantu, poštu, osnovnu školu. Naselje je povezano autobusnom linijom s Pribojem u Srbiji, ali ne i s općinskim središtem u Rudom.

## Stanovništvo
Nacionalni sastav stanovništva 1991. godine, bio je sljedeći:
ukupno: 265
- Srbi – 183
- Muslimani – 67
- ostali, nepoznati i neopredijeljeni – 25